# Марк, Оснат
Оснат Хила Марк (ивр. אוסנת הילה מארק‎, род. 22 сентября 1967, Беэр-Шева) — израильский юрист и политик, депутат Кнессета от «Ликуда» два раза в период с 2018 по 2021 год.

## Биография
Родилась и выросла в Офакиме. Она стала юристом, специализировалась на гражданском праве.
Будучи членом Ликуда, она заняла 57-е место в партийном списке на выборах 2006 года и 40-е место на выборах 2009 года, в обоих случаях не смогла получить место в Кнессете. Она заняла 34-е место в партийном списке на выборах 2015 года, и хотя «Ликуд» получил только 30 мест, Оснат стала депутатом Кнессета в 2018 году, заменив Джеки Леви, который покинул законодательный орган после избрания мэром Бейт-Шеана на муниципальных выборах 2018 года. Она заняла 35-е место в партийном списке на выборах в апреле 2019 года и была переизбрана, поскольку «Ликуд» получил 35 мест. Хотя ей не удалось восстановить своё место на выборах в марте 2020 года, но она снова вошла в Кнессет 5 июля 2020 года в качестве замены Гилада Эрдана после того, как тот был назначен постоянным представителем Израиля при Организации Объединённых Наций и послом Израиля в США. Заняв тридцать четвёртое место в списке «Ликуда» на выборах в марте 2021 года, она потеряла своё место, поскольку представительство «Ликуда» сократилось до 30 мест.

## Личная жизнь
Марк замужем, имеет троих детей и живёт в израильском поселении Маале-Адумим с 1988 года.